# حمید بهرامی احمدی
حمید بهرامی احمدی (زادهٔ ۱۳۲۱ – درگذشتهٔ ۳۰ مهر ۱۳۹۹) سیاستمدار و نمایندهٔ حوزهٔ انتخابیهٔ رفسنجان در دورهٔ هفتم مجلس شورای اسلامی بود. وی به زبان‌های عربی، فرانسوی و انگلیسی تسلط داشت و در رشتهٔ حقوق تحصیل کرده‌بود و کتاب و تالیفاتی از علم حقوق به چاپ رساند. وی بر اثر بیماری در سال ۱۳۹۹ درگذشت.
در مجلس اصولگرای پنجم، اعتبار‌نامهٔ حمید بهرامی احمدی که در رفسنجان، حسین هاشمیان را شکست داده بود، رد شد. حمید بهرامی از سوی خانوادهٔ پورمحمدی‌ها حمایت می‌شد که با خانوادهٔ هاشمیان در رفسنجان رقابتی دیرینه داشتند. جلسهٔ رسیدگی به اعتبار‌نامهٔ بهرامی، غیرعلنی برگزار شد و وی در جلسهٔ علنی از خود دفاع نکرد. «عضویت در سازمان مجاهدین خلق» و «ارتباط با دست‌اندرکاران کودتای نوژه» از جمله اتهامات مطرح شده علیه بهرامی بود. با وجود رد اعتبار‌نامهٔ این منتخب رفسنجان، او در انتخابات مجلس هفتم تأیید و دوباره انتخاب شد.